# The Radha Krsna Temple
The Rādhā Kṛṣṇa Temple або The Radha Krishna Temple  (укр. Храм Радхи-Крішни) — альбом з санскритськими мантрами і  вайшнавськими бенгальськими бгаджанами, записаний кришнаїтським гуртом Radha Krishna Temple та виданий 1971 року лейблом Apple Records.

## Про альбом
Це був перший в історії музики «поп — альбом санскритських мантр». Диск був спродюсований Джорджем Гаррісоном, який також зіграв на  фісгармонії та гітарі. Аранжувальником всіх композицій був Мукунда Госвамі. Дві композиції з альбому раніше вийшли окремими синглами: «Hare Krishna Mantra» (1969) і «Govinda» (1970). Сингл «Hare Krishna Mantra» піднявся до 12-ї позиції в UK Singles Chart, до 3-го місця в чарті Німеччини і до 1-го в Чехословаччині, а також потрапив у десятку хіт-парадів низки інших європейських країн і Японії. Сингл «Govinda» досяг 23-го місця в UK Singles Chart.
На обкладинці альбому зображені статуї божеств Радги-Крішни з лондонського храму Міжнародного Товариства Свідомості Крішни. Пісня «Govinda» дуже сподобалася засновникові МТСК Бгактіведанту Свамі Прабгупаді і відтоді, за його вказівкою, її щодня грають у всіх храмах Бгактіведант під час ранкових богослужінь.
Пізніше альбом був перевиданий під назвою Goddess of Fortune (укр. «Богиня удачі») на кришнаїтському лейблі Spiritual Sky.
1993 року лейбл Capitol Records видав альбом у форматі CD.
2010 року лейбл Apple Records перевидав альбом, включивши на нього раніше невиданий трек «Namaste Saraswati Devi».

## Список композицій

### LP(1971)
1. «Govinda» — 4:43
2. «Sri Guruvastakam» — 3:12
3. «Sri Ishopanishad» — 4:03
4. «Bhaja Bhakata-Arati» — 8:24
5. «Bhajahu Re Mana» — 8:53
6. «Hare Krsna Mantra» — 3:33
7. «Govinda Jaya Jaya» — 5:57

### CD(1993)
1. «Govinda» — 4:43
2. «Sri Guruvastak» — 3:12
3. «Bhaja Bhakata-Arotrika» — 8:24
4. «Hare Krsna Mantra» — 3:33
5. «Sri Ishopanishad» — 4:03
6. «Bhajahu Re Mana» — 8:53
7. «Govinda Jai Jai» — 5:57
8. «Prayer to the Spiritual Masters» — 3:59 (CD Bonus 1993)

### CD(2010)
1. «Govinda» — 4:46
2. «Sri Guruvastak» — 3:13
3. «Bhaja Bhakata / Arotrika» — 8:27
4. «Hare Krsna Mantra» — 3:36
5. «Sri Ishopanishad» — 4:05
6. «Bhajahu Re Mana» — 8:55
7. «Govinda Jai Jai» — 6:06
8. «Prayer to the Spiritual Masters» — 4:00 (CD Bonus 1993)
9. «Namaste Saraswati Devi» — 4:59 (CD Bonus 2010)